# XL Recordings
XL Recordings – brytyjska niezależna wytwórnia płytowa, której właścicielem jest Richard Russell. Powstała w 1989 roku jako odgałęzienie Beggars Banquet Records. Firma wchodzi w skład przedsiębiorstwa Beggars Group.
XL Recordings wydając zaledwie około sześć albumów rocznie, wytwórnia ma na swoim koncie współpracę z Beckiem, Dizzim Rascalem, M.I.Ą., Tylerem Creatorem, Peaches, Gilem Scott-Heronem, Adele, czy zespołami The Prodigy, Radiohead, The White Stripes, Vampire Weekend, The Horrors, Sigur Rós, Electric Six i The xx. Firma wydaje nagrania na całym świecie, których gatunki są bardzo różnorodne.

## Historia

### Początki
Wytwórnia założona została w 1989 roku, zajmowała się publikacją elektronicznej muzyki tanecznej i rave. Pierwotnie XL Rec. było odnogą bardziej komercyjnej tanecznej wytwórni City Beat, należącej do Beggars Banquet Records. Wówczas dla Citybeat nagrywali artyści tacy jak Freeez, Starlight, Dream Frequency, czy Ultramagnetic MCs. Jednak w związku z odniesionym sukcesem takich formacji jak The Prodigy i SL2, firma XL wyparła City Beat z holdingu.

### Lata 1990.
Na początku lat 90. nagrania XL Recordings miały charakter taneczny, od belgijskiego techno przez breakbeat hardcore do drum and bass. Okres ten w historii XL zarejestrowany został na kompilacyjnej serii XL Recordings Chapters. W 1993 roku Nick Halkes opuścił XL, by utworzyć – należącą do EMI – komercyjną wytwórnię taneczną Positiva. W późniejszym czasie założył on własną niezależną taneczną wytwórnię płytową, Incentive Records. Po tym jak Palmer przeszedł na emeryturę, Russell zajął się prowadzeniem firmy.
W późniejszych latach Russell poszerzył zakres gatunków muzycznych, w zakresie których działała wytwórnia, zachowując dotychczasową strategię pracy z artystami, których uznał on za oryginalnych i twórczych. W roku 1994 XL Rec. wydało drugi album zespołu The Prodigy, Music for the Jilted Generation. Płyta dotarła do miejsca pierwszego brytyjskiego zestawienia UK Albums Chart. W 1997 roku przedsiębiorstwo Russella wprowadziło na rynek trzeci longplay grupy The Prodigy – The Fat of the Land – który trafił zarówno w Wielkiej Brytanii, jak i w Stanach Zjednoczonych na miejsce pierwsze (#1 w 26. krajach).

### Lata 2000.
W czerwcu 2000 roku do sprzedaży trafił album Badly Drawn Boya The Hour of Bewilderbeast, który zdobył w 2000 nagrodę Mercury Prize. Rok później trzeci album The White Stripes, White Blood Cells wydany został razem z powtórnie dystrybuowanych płytach grupy – The White Stripes i De Stijl. W roku 2003 XL Recordings została wyróżniona nagrodą A&R przez czasopismo Music Week, zajmujące się brytyjskim rynkiem muzycznym. W tym samym roku wytwórnia wydała czwarty album duetu White Stripes Elephant, który okazał się ich pierwszym wydawnictwem długogrającym jakie wspięło się na sam szczyt brytyjskiej listy, ostatecznie pokrywając się dwukrotnie platyną na Wyspach Brytyjskich. W lipcu tego samego roku XL opublikowało pierwszy album solowy Dizziego Rascala – Boy in da Corner – za który Rascal został uhonorowany nagrodą Mercury Prize za najlepszy album roku 2003.
W marcu 2005 roku, debiutancki album artystki występującej pod pseudonimem M.I.A., Arular wydany został po kilkumiesięcznym opóźnieniu. Thom Yorke, frontman angielskiej rockowej formacji Radiohead, nagrał jego pierwszą solową płytę, The Eraser, którą XL Recordings wprowadziło na rynek w lipcu 2006 roku. W październiku 2007 roku, grupa Radiohead zakończyła negocjacje w sprawie umowy z XL, które dotyczyły fizycznych publikacji ich siódmego albumu studyjnego In Rainbows. W 2007 roku Richard Russell – jako dyrektor XL Recordings – został uznany przez London Evening Standard jednym z najbardziej wpływowych ludzi Londynu. W sierpniu tego samego roku wydano drugi album nagrany przez piosenkarkę M.I.A., Kala. Amerykański magazyn muzyczny Rolling Stone uznał jej płytę 9. najlepszym albumem dekady.
W pierwszej połowie 2008 roku wytwórnia związała się z zespołami Friendly Fires i The Horrors. W roku 2009 XL Recordings zdobyła nagrodę dla najlepszej niezależnej wytwórni roku, którą przyznał magazyn Music Week. Adele otrzymała nagrody dla najlepszego nowego artysty i najlepszego występu wokalistki muzyki pop podczas 51. corocznej ceremonii rozdania nagród Grammy. Podczas tej samej gali płyta In Rainbows grupy Radiohead zdobyła tytuł najlepszego alternatywnego albumu, jak również za najlepszą edycję specjalną albumu lub wydaną w pudełku. Także w 2009 roku angielski zespół The xx opublikował przez wytwórnię zależną XL Recordings (Young Turks) swój debiutancki album Xx.

### Lata 2010.
11 stycznia 2010, XL Recordings wydało drugi album nowojorskiego zespołu rockowego Vampire Weekend – Contra. Był to pierwszy album grupy, który dotarł na szczyt amerykańskiego zestawienia Billboard 200, będąc jednocześnie dopiero 12. płytą długogrającą wydaną przez niezależnego dystrybutora, której udało się zająć pierwsze miejsce tamtejszej listy (od 1991 kiedy Nielsen SoundScan wspomaga 200). Ostatni, trzynasty studyjny album Gila Scott-Herona – I'm New Here – trafił na rynek w lutym. Był to pierwszy od szesnastu lat krążek artysty, który zawierał materiał premierowy. Sesje nagraniowe do albumu miały miejsce między 2007 a 2009. Produkcją wydawnictwa zajął się właściciel XL Richard Russell.
W lipcu XL Recordings podpisała umowę z angielskim muzykiem Jaiem Paulem, który został wyróżniony przez muzycznych krytyków w brytyjskim programie BBC Sound of 2011. We wrześniu eponimiczny debiutancki album angielskiej formacji indie pop, the xx zdobył Mercury Prize za najlepszy brytyjski i irlandzki album roku.
24 stycznia 2011, wytwórnia opublikowała album 21 nagrany przez angielską piosenkarkę Adele. W lutym mający wówczas 19 lat – lider grupy Odd Future Wolf Gang Kill Them All (OFWGKTA) – Tyler, the Creator zawarł umowę z wytwórnią na jeden album. Goblin była jego drugą studyjną płytą, będąc jednocześnie komercyjnym debiutem artysty. W maju tego samego roku poeta i muzyk Gil Scott-Heron umiera, a jego ostatnie nagrania I'm New Here oraz album remiksowy We're New Here nagrany z udziałem Jamiego xx zostały wydane przez XL Recordings. Wytwórnia wprowadziła na rynek nowe albumy zespołów Radiohead (The King of Limbs), Friendly Fires (Pala) i The Horrors (Skying), oraz single Jaia Paula i angielskiej formacji trip hopowej Portishead, jak również cyfrowe wydawnictwo wideo (Blu-ray/DVD) Adele, Live at the Royal Albert Hall.
23 kwietnia 2012, XL wydało Blunderbuss, debiutancki album solowy Jacka White’a. Płyta trafiła na miejsce 1. brytyjskiego zestawienia UK Albums Chart, spychając z korony listy 21 Adele. W 2012 XL Recordings zostało uznane za „wytwórnię roku” podczas rozdania nagród Music Week w Londynie. XL wygrało również w kategoriach „najlepsze A&R” oraz „najlepsza kampania marketingowa artysty”. Dyrektor wytwórni Richard Russell stał się najmłodszym laureatem The Strat za dotychczasowe dokonania w branży.
Sprzedaż albumu Adele 21 pozwoliła XL Recordings na zwiększenie ich stanu konta z 3 mln funtów do 32 mln £ na przestrzeni 12. miesięcy. W marcu 2011, sprzedaż na rynku brytyjskim trzech dotychczas wydanych przez XL Recordings albumów, przekroczyła milion egzemplarzy – The Fat of the Land (The Prodigy), 19 i 21 (Adele).

## XL Studio
Na początku 2008, Russell przearanżował garaż mieszczący się w londyńskiej siedzibie wytwórni na niewielkie wewnętrzne studio nagraniowe, które nazwano „XL Studio”. Początkowo to prowizoryczne studio przeznaczone było dla własnych projektów Russella, jak i muzyków współpracujących z wytwórnią. We wrześniu producent Rodaidh McDonald wyznaczony został do przygotowania właściwego wyposażenia, by zespół the xx mógł nagrać ich eponimiczny, debiutancki album xx. Wówczas McDonald powiedział: „zanim Richard [Russell] powierzył mi stanowisko managera studia, było ono dostępne niemal dla wszystkich. Artyści mogli tu przyjść, przeprowadzać próby, nagrywać demówki, czy choćby pisać… dobrym pomysłem była zatem decyzja o rozbudowaniu studia, by możliwe było nagrywanie tu muzyki.”.
Unowocześnione XL Studio z myślą o albumie xx, obecnie wyposażone jest w półprofesjonalny outboard i 24-kanałowy stół mikserski Neotek Élan, monitor studyjny Yamaha NS10. Studio zaopatrzone jest także w instrumenty klawiszowe takie jak: pianino, syntezatory Rolanda Juno-60, Mooga Prodigy, Pro-One amerykańskiej firmy Sequential Circuits i organy elektroniczne Vox Continental. Russell i McDonald powiększyli dwukrotnie rozmiary studia przez przyłączenie do niego reżyserki. Przyległe biuro zaadaptowali na pomieszczenie nagraniowe dla muzyków.

## Artyści mający umowę z XL Recording w roku 2014
Źródło

- Adele
- Atoms for Peace
- Basement Jaxx
- Bobby Womack
- FKA twigs
- Friendly Fires
- Giggs
- Gil Scott-Heron
- The Horrors
- Ibeyi
- Jack White
- Jack Peñate
- Jai Paul
- Jamie xx
- Kaytranada[51]
- King Krule
- Radiohead
- Sampha
- SBTRKT
- Sigur Rós
- Thom Yorke
- Vampire Weekend
- The xx

## Artyści, którzy nagrywali dla wytwórni XL
- Azealia Banks[52]
- Beck[53]
- Dizzee Rascal[54]
- Electric Six[55]
- M.I.A.[56]
- Peaches[57]
- The Prodigy[58]
- Tyler, the Creator[59]
- Various Production[60]